# 熙灰蝶
熙灰蝶（学名：Spalgis epeus），又名白紋黑小灰蝶、白紋黑灰蝶、蚧灰蝶，为灰蝶科熙灰蝶屬的模式種。

## 描述
本種雌雄外型差異小。雄蝶頭部具褐白毛，觸角黑褐帶白環，下唇鬚白色前伸，側有褐斑，複眼光滑，活體呈綠色。胸背覆褐毛，腹面白毛，足具斑駁白與淡褐色毛，前足跗節特化、有單爪。腹背褐色，腹面白色。
前翅長10-13 mm，呈三角形，前緣略凸，外與後緣近直；後翅圓形。翅背面為褐色，前翅中室端有一淡乳黃斑；腹面底色淡灰，佈滿褐色波浪紋，前翅中室端具白色圓斑，緣毛淡褐色。
雌蝶與雄蝶相似，但前足跗節正常，前翅外緣較圓。

## 分布
本種分布於分佈於東洋區、澳洲區西部、北部各島嶼。台灣本島南部地區可見，多棲息於低海拔地區常綠闊葉樹林、海岸林。

## 生態習性
本種為特殊的肉食性蝴蝶，一年多世代。。幼蟲以粉蚧科的多種介殼蟲為食，包括粉介殼蟲科之野桐蟻粉介殼蟲、鳳梨嫡粉介殼蟲及美地綿粉介殼蟲等。

## 圖片

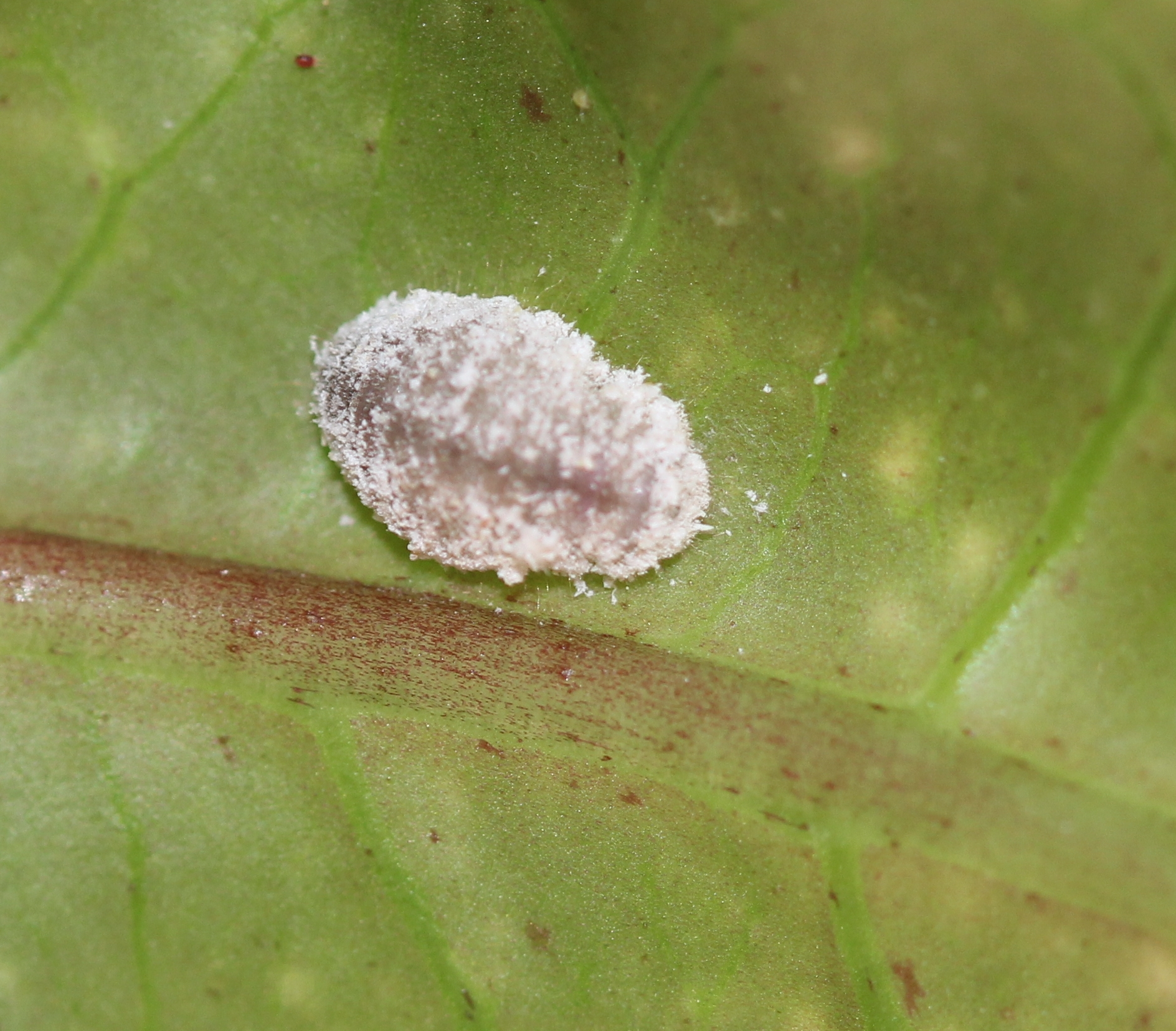
幼蟲
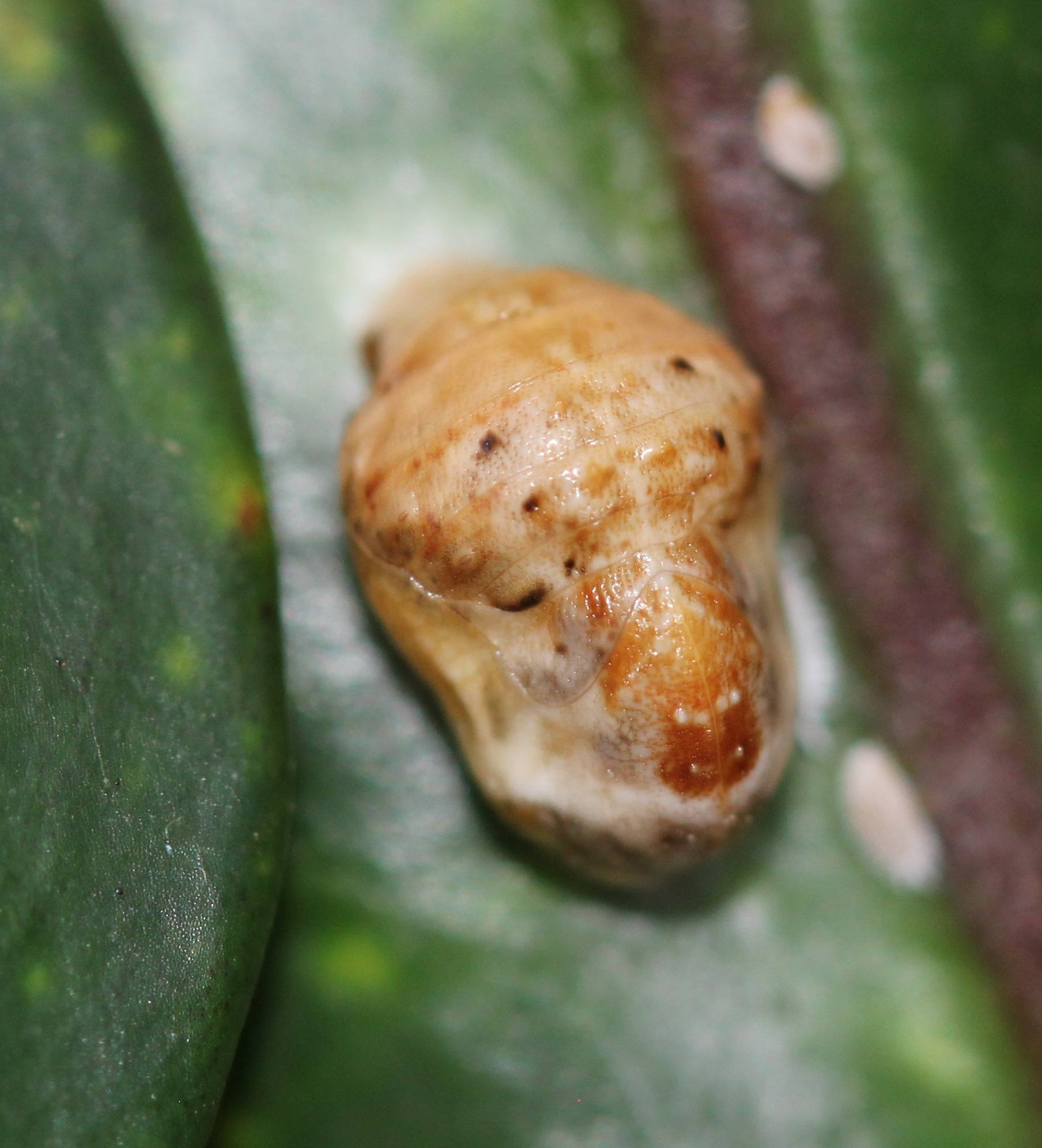
蛹，外型有如猿面

## 資料來源
1. 1 2  徐堉峰，梁家源，黃智偉. . 行政院農業委員會林務局. 2020-04. ISBN 9789865440985.
2. 1 2  徐堉峰. . 台中市: 晨星出版社. 2013. ISBN 978-986-177-670-5.

## 外部連結
- 维基共享资源上的相關多媒體資源：熙灰蝶